# مولكاخيتي

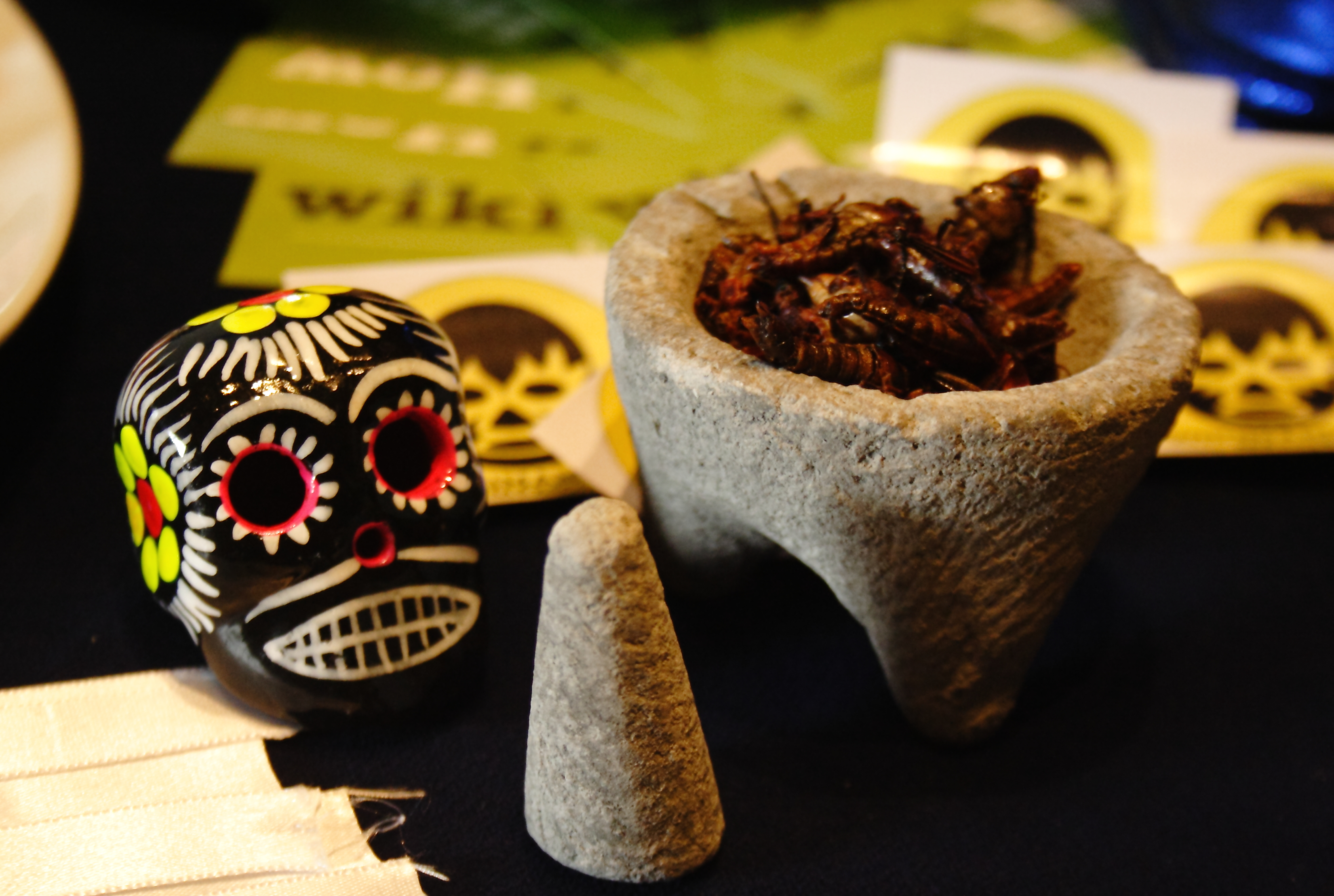
مولكاخيتي صغير.

المولكاخيتي هي تسمية لأدوات حجرية مكسيسكية، لشكل من أشكال الهاون والمدقة، شبيه بحجر الباتان المعروف في أمريكا الجنوبية، والمستخدم لطحن منتجات غذائية مختلفة.

## الوصف
كان المولكاخيتي يستخدم في حضارات وسط أمريكا قبل الاستعمار الإسباني، بما فيها حضارات الأزتيك والمايا، ويمتد استخدامه حتى آلاف السنين. عادةً ما كان المولكاخيتي يُنحت من قطعة بازلت واحدة بشكلٍ مستدير تدعمه ثلاثة سيقان قصيرة. ويتم زخرفة الحافة الخارجية للوعاء برأس حيوان منحوت، فيظهر المولكاخيتي على هيئة حيوان قصير ممتلئ ثلاثيّ الأرجل. الحيوان الأكثر شيوعاً في الزخرفة هو الخنزير.
في فترة ما قبل الاستعمار الإسباني، كان للمولكاخيت غطاء ويعتقد أنه استخدم لدفن أعضاء المجتمع ذوي المكانة العالية. إضافة لذلك، خلال فترة الحكم الإسباني في أمريكا الوسطى كان المولكاخيت يزيّن بألوان وتصاميم مختلفة؛ كانت الأواني برتقالية اللون الأكثر شيوعاً. ثمة أداة طحن مطابقة عرفت باسم «تيمولوتي» (بالإسبانية المكسيكية «تيخولوتي»)، وكانت تصنع من نفس المادة البازلتية.

## الاستخدامات والعناية

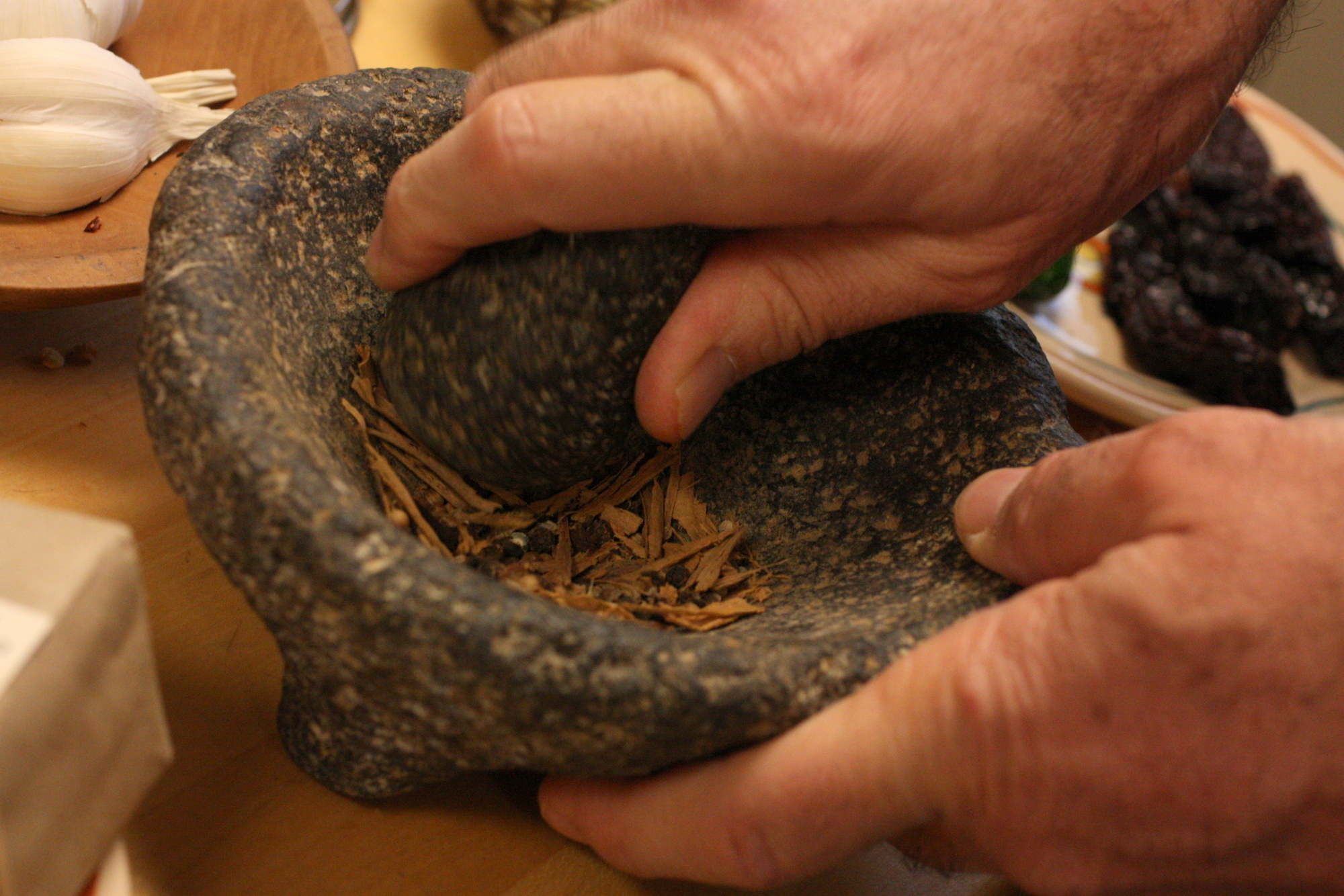
مولكاخيتي يستخدم لطحن البهارات

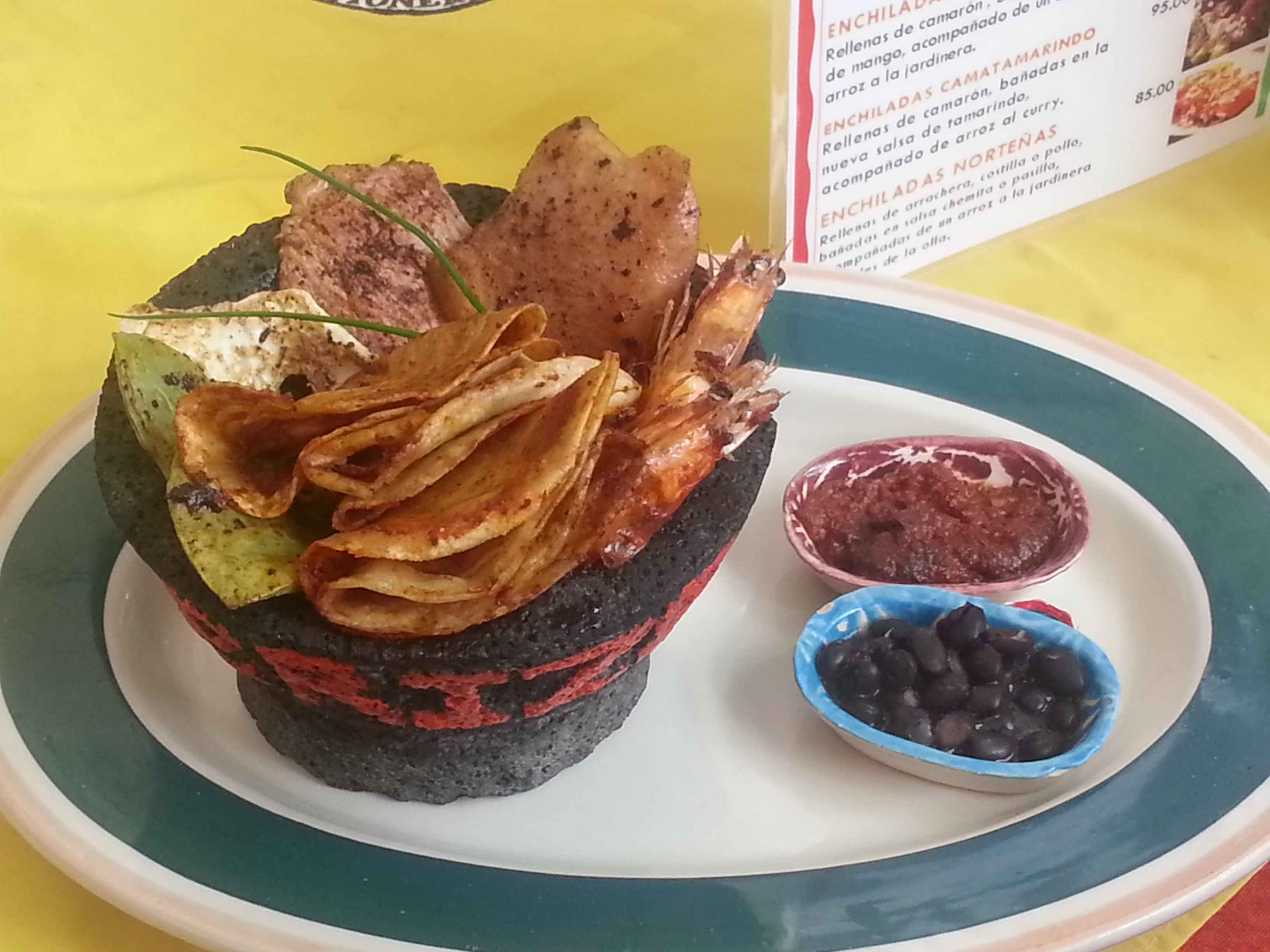
مولكاخيتي يستخدم لحفظ الطعام

تستخدم المولكاخيتي لسحق وطحن البهارات وتحصير الصلصات وغواكامولي. سطح البازلت الأملس ملائم جداً للطحن ويحافظ على نفسه بمرور الوقت حيث يتجدد السطح باستمرار بسبب تشكّل فقاعات صغيرة تملأ السطح باستمرار.
كما تستخدم لتقديم الطعام في بعض المطاعم والمنازل، إذ تحافظ على سخونة الطعام لفترات طويلة بسبب كتلتها الحرارية. لكن لا يتم الطبخ فيها.

## وصلات خارجية
- How to Season a Molcajete
- How to Season a Molcajete When You're Absolutely Tired of Grinding
- Molcajete
- Molcajete article on the ¡Mi Cultura is 2 Cultura! blog
- The Original Chile Grinder